# Língua amanaié
Amanaié é uma língua índígena do tronco Tupi, que fora falado pela etnia homônima.
A população da tribo ficava localizada no nordeste do Pará, mas desde uma epidemia que atingiu a etnia, sua população ficou restrita a indivíduso considerados selvagens, e que não possibilitavam um contato amigável. 
Assim, a língua e cultura ficou restrrita a esse grupo de cerca de 200 Amanayé “não pacificados”, cujos remanescentes constituem, provavelmente, a atual população indígena do alto Capim .
Hoje não é mais falada espontaneamente e, embora alguns idosos sejam capazes de falá-la, não é usada cotidianamente.